# Manhattan Avenue (Brooklyn)
Pour les articles homonymes, voir Manhattan Avenue.
Manhattan Avenue est une voie de communication importante de New York.

## Situation et accès
Située dans l'arrondissement de Brooklyn elle est orientée Nord-Sud. C'est la rue commerciale principale du quartier de Greenpoint.
L'avenue est desservie par la ligne G du métro de New York, avec des stations à la hauteur de Nassau Avenue et Greenpoint Avenue (en).

## Origine du nom
La voie tire son nom de l'île de Manhattan.

## Historique
Avant 1855, « Manhattan Avenue » était un ensemble de segments séparés :
- À Williamsburg, elle s'appelait Ewen Street (des traces du nom sont encore visibles sur certains bâtiments).
- À Greenpoint, elle portait les noms Orchard Street (au sud de Greenpoint Avenue (en)) et Union Avenue (au nord).

Ces sections ont été unifiés et renommés « Manhattan Avenue » lors de la fusion de Williamsburg et Greenpoint dans la ville de Brooklyn.